# Adane Girma
Adane Girma   (Awasa, 25 de gener de 1985) (amàric አዳነ ግርማ) és un exfutbolista etíop de la dècada de 2000.
Fou internacional amb la selecció de futbol d'Etiòpia.
Pel que fa a clubs, destacà a Awassa City FC i Saint-George SA.